# ناوشکن کلاس ترلیبل (۱۹۰۵)
دیسترویر کلاس ترلیبل (۱۹۰۵) (به انگلیسی: Tribal-class destroyer (1905)) یک کلاس از کشتی است که طول آن ۲۷۵ فوت (۸۴ متر) می‌باشد.